# Tor Cervara
Tor Cervara è la settima zona dell'Agro romano, indicata con Z. VII.
Il toponimo indica anche la zona urbanistica 5F del Municipio Roma IV di Roma Capitale.

## Geografia fisica

### Territorio
Si trova nell'area est del comune, a ridosso e internamente al Grande Raccordo Anulare.
La zona confina:
- a nord con il quartiere Q. XXIX Ponte Mammolo[1] ed il quartiere Q. XXX San Basilio[2]
- a est con le zone Z. VI Settecamini[3] e Z. IX Acqua Vergine[4]
- a sud con la zona Z. VIII Tor Sapienza[5]
- a ovest con il quartiere Q. XXII Collatino[6]

La zona urbanistica confina:
- a nord-ovest con la zona urbanistica 5H Casal de' Pazzi
- a nord con la zona urbanistica 5E San Basilio
- a est con la zona urbanistica 5L Settecamini
- a sud con le zone urbanistiche 7D La Rustica e 7C Tor Sapienza
- a ovest con la zona urbanistica 5D Tiburtino Sud

## Storia
Il nome della zona deriva dalla tenuta di Cerbaro, così chiamata perché, in epoca romana, vi si dava la caccia ai cervi. Al centro della tenuta vi era il Casale di Tor Cervara noto oggi anche col nome di castello della quiete.

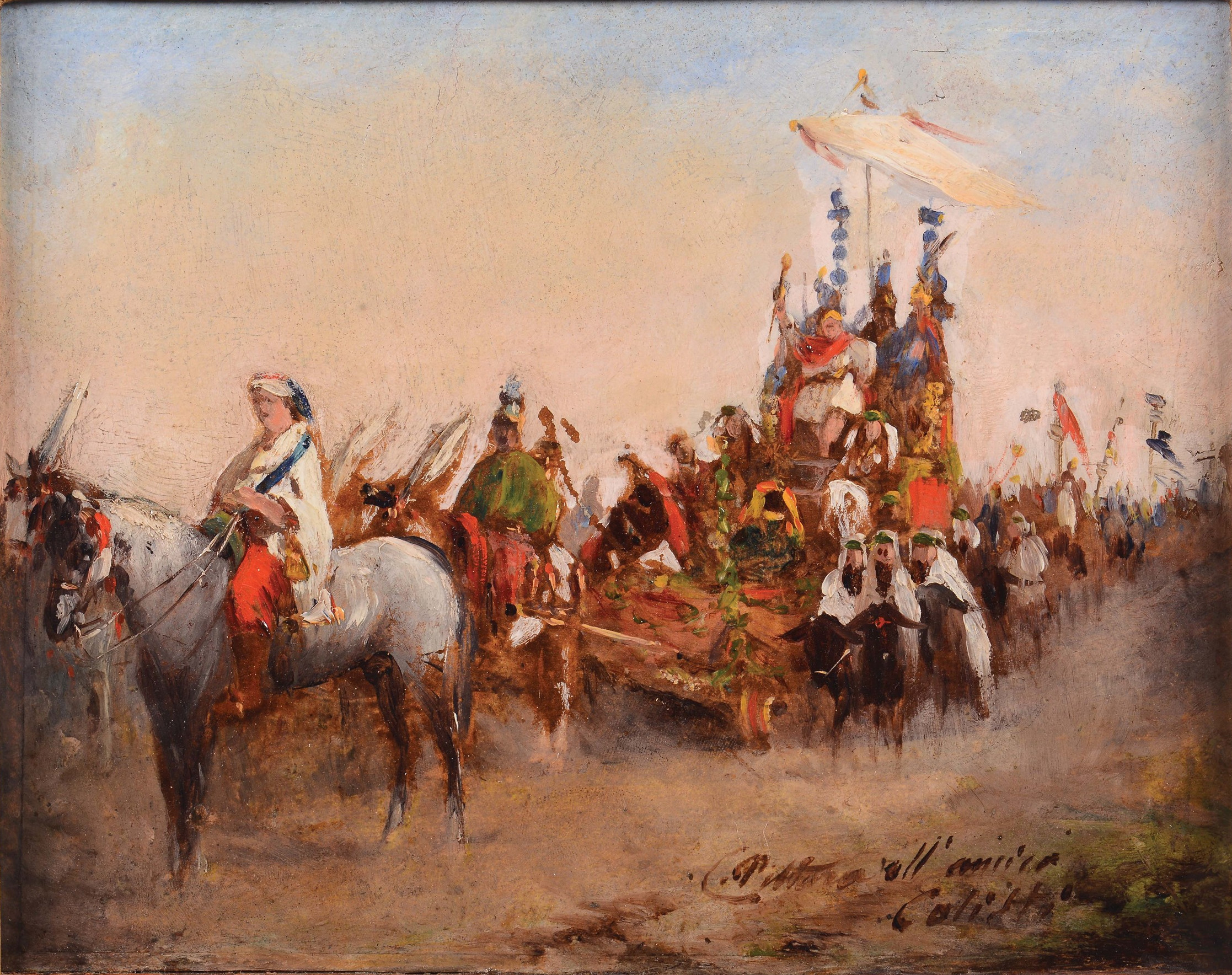
La "mascherata" del 25 aprile 1870, in un acquarello di Carlo Pittara.

Nel XIX secolo da Tor Cervara partiva una mascherata che arrivava alle mura di Roma. Vi partecipavano gli artisti, mascherati da militari, con armi di legno e lame di stagnola. Vi erano anche "ordini militari": l'ordine del bajocco e del mezzo bajiocco. Del primo si fregiava, nelle grandi occasioni, Bertel Thorvaldsen. Era organizzata dagli artisti di lingua tedesca.

## Monumenti e luoghi d'interesse

### Architetture civili
- Casale e torre di Tor Cervara, su via di Tor Cervara. Casale del XVII secolo e torre del XIII secolo.[10] 41.923803°N 12.58763°E

Attualmente è utilizzato come casa di cura ed è noto come Castello della quiete.
- Casale e torre della Cervelletta, su via della Cervelletta. Casale del XVII secolo e torre del XIII secolo.[11]
- Casale Di Cosimo, su via di Tor Cervara. Casale di bonifica del XX secolo. 41.919838°N 12.588018°E

### Architetture religiose
- Chiesa di Santa Maria Immacolata alla Cervelletta, su piazza della Cervelletta. Chiesa del XX secolo (1911).
- Cappella San Michele, su via del Casale Cavallari. Cappella del XX secolo. 41.931668°N 12.595464°E

Luogo sussidiario di culto della parrocchia di Santa Maria dell'Olivo.
- Chiesa di Santa Bernadetta Soubirous, su viale Ettore Franceschini. Chiesa del XX secolo (1985). 41.913109°N 12.576362°E

Progetto dell'architetto Vivina Rizzi. Parrocchia eretta il 5 novembre 1975 con il decreto del cardinale vicario Ugo Poletti Neminem latet e dedicata alla mistica di Lourdes.

### Siti archeologici
- Cave di tufo rosso, presso il fiume Aniene. Cave di tufo rosso dell'età repubblicana.[12]
- Villa romana di via Antenore, su via Antenore. Villa dell'età repubblicana.[13]
- Villa del Fosso di Tor Sapienza, presso il fosso di Tor Sapienza. Villa dell'età repubblicana.[14]
- Necropoli di Tor Cervara, su via di Tor Cervara. Necropoli del II secolo.[15]

Nel sito sono state rinvenute tredici tombe a fossa e due ipogei, uno rettangolare e l'altro circolare. Quest'ultimo contiene cinque nicchie con sei sarcofagi in marmo.

### Aree naturali
- Riserva naturale Valle dell'Aniene, lungo il fiume Aniene.[16]
- Parco Nuovo Auspicio, su via degli Alberini. 41.919614°N 12.57582°E

## Musei
- Museo Alfiero Nena

## Geografia antropica

### Urbanistica
Nel territorio di Tor Cervara, oltre l'omonima zona urbanistica 5F, si estende parte della zona 5D Tiburtino Sud, nella quale si trova l'area est di Colli Aniene.

### Odonomastica
Gli odonimi della zona si riferiscono principalmente a politici italiani (nell'area di Colli Aniene), artisti e personaggi dei poemi virgiliani. Nella porzione settentrionale della zona, nei pressi del confine con il Quartiere San Basilio, alcune strade portano i nomi di paesi del Lazio e di industriali. Gli odonimi della zona possono essere raggruppati nelle seguenti categorie:
- Artisti, ad es. via Matteo Civitali, via Giacomo Del Duca, via Jacopo della Quercia, via Mario Schifano, via Renzo Vespignani, via Alberto Ziveri;
- Industriali, ad es. via Giulio Vincenzo Bona, via dei Luxardo, via Donato Passaquindici, via Carlo Pesenti;
- Paesi del Lazio, ad es. via Cineto Romano, via Gerano, via Licenza, via Roccagiovine, via Tivoli;
- Poesia virgiliana, ad es. via Alete, via Antenore, largo Cassandra, via Cloanto, via Creusa, via Dafni, via Dameta, largo Didone, via dell'Eneide, via delle Georgiche, via Lauso, via Melibeo;
- Politici, ad es. via Giorgio Amendola, via Angelica Balabanoff, viale Battista Bardanzellu, via Francesco Compagna, viale Ettore Franceschetti, via Fausto Gullo, piazza Camillo Loriedo, via Meuccio Ruini, via Amedeo Sommovigo, via Giuseppe Spataro, viale Palmiro Togliatti, largo Ezio Vanoni;
- Toponimi locali, ad es. via del Casale Caletto, via di Cervara, piazza e via della Cervelletta, via dei Laghi Sportivi, via di Tor Cervara, via di Vannina.

## Infrastrutture e trasporti

### Strada
- A24 dei Parchi (casello di Tir Cervara - Questura di Roma)
- SS5 Tiburtina

### Ferrovie
|  | È raggiungibile dalla stazione di Tor Sapienza. |

## Sport

### Pallacanestro
- Basket Valsugana che nel 2019-2020 milita nel campionato maschile di Serie C Silver.[17]
- A.S.D. Omnia Roma che nel 2019-2020 milita nel campionato maschile di Serie C Silver.[17]

### Calcio
L'Asd Atletico Tor Cervara è nata nell'anno 2022; nel primo anno di attività vince il campionato di terza categoria.